# Missões SLS e Orion propostas
O Programa espacial SLS/Orion é um novo programa da NASA para explorar além da Órbita Baixa da Terra. Há um número de missões propostas para o programa, mas nenhum foi confirmado.
Algumas das propostas estão atualmente na NASA Design Reference Missions (DRM).

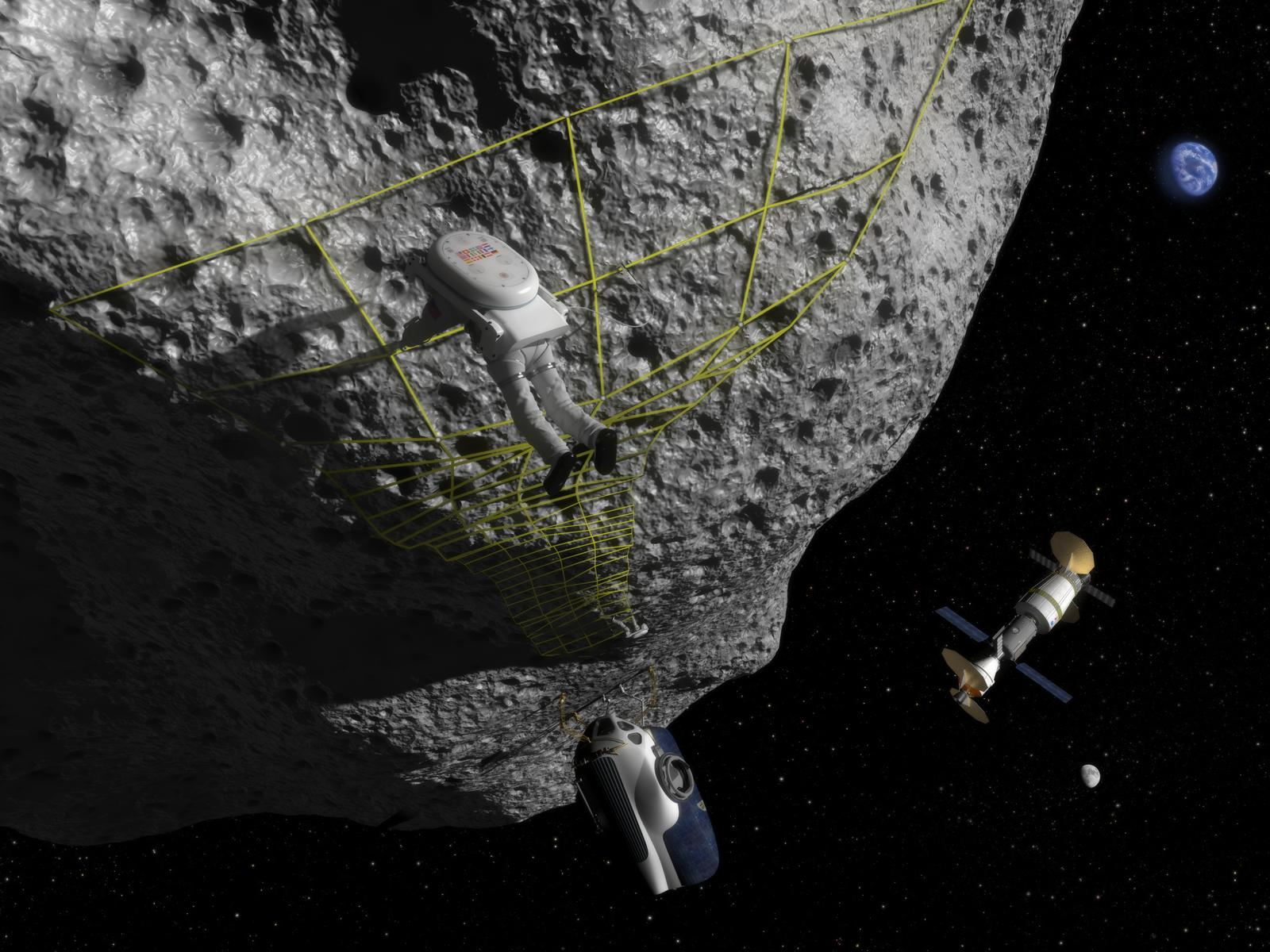
Conceito artistico de um astronauta realizando a manobra de captura de um asteóride próximo da Terra com um veículo. A Veículo para Exploração Espacial está perto, com o Orion Multi-Purpose Crew Vehicle (MPCV) ancorado no Habitat de Espaço Profundo ao fundo.